# Bryan Hines
Bryan Hines (Morehead, 14 maggio 1896 – Flagstaff, 10 settembre 1964) è stato un lottatore statunitense, specializzato nella lotta libera.

## Palmarès

### Olimpiadi
- Bronzo a Parigi 1924 nei pesi gallo.